# Nubemhat
Nubemhat (nb-m-ḥ3t, a név jelentése: „arany az élen/a csúcson”; az arany itt Hathor istennőre utal) ókori egyiptomi királyné volt a XVII. dinasztia idején; II. Szobekemszaf fáraó felesége.
Egy Kawában (Núbia) talált kis szoborról, valamint egy sztéléről ismert, melyet veje, Ameni herceg állíttatott; a Koptoszban talált, eredetileg talán Denderában állt sztélé fele ma a londoni Petrie Múzeumban, a fele a moszkvai Puskin Múzeumban található. Ameni II. Szobekemszaf és Nubemhat leányát, Szobekemheb hercegnőt vette feleségül. II. Szobekemszafnak egy másik szoborról ismert egy Szobekemszaf nevű fia is; róla nem tudni, Nubemhat volt-e az édesanyja.
Egyetlen ismert címe: ḥm.t-nswt-wr.t („nagy királyi hitves”).